# Sint-Josephkerk (Dongen)
De Sint-Josephkerk was een neogotische kerk die zich bevond aan de Sint-Josephstraat 116 te Dongen, Noord-Brabant. De kerk heeft bestaan van 1907 tot 2009.

## Geschiedenis
De kerk werd gebouwd onder architectuur van Hubert van Groenendael en werd ingewijd op 30 september 1907. De naam van de patroonheilige toont aan dat Dongen een plaats was waar veel industriearbeiders woonden. De kerk was een driebeukige kruisbasiliek met een vijfzijdig afgesloten koor. In 1958 werd de kerk nog uitgebreid met twee traveeën en een nieuwe ingangspartij in de stijl van de Delftse School.
Het dalend kerkbezoek maakte dat de kerk in 2003 aan de eredienst werd onttrokken. De stichting Sint Joseph Blijft ijverde fel voor het behoud van het gebouw. Dit mocht niet baten. In 2009 werd de kerk gesloopt. Alvorens de sloop begon werd de spits van de vieringtoren van het gebouw getakeld. Deze moest elders in de gemeente een plaats krijgen.
Op de plaats van de kerk zijn inmiddels woningen gebouwd.